# Denise Cronenberg
Denise Cronenberg (Toronto, 1º ottobre 1938 – Burlington, 22 maggio 2020) è stata una costumista canadese.

## Biografia
Sorella del regista canadese David Cronenberg e madre di Aaron Woodley, anch'esso cineasta. Lavorò alla maggior parte dei film del fratello nonché a blockbusters quali L'alba dei morti viventi, L'incredibile Hulk, Resident Evil: Afterlife.
Denise e David lavorarono insieme anche a The Fly (2008), adattamento operistico a cura di Howard Shore, basato sull'omonimo film del 1986.

## Filmografia

### Cinema
- La zona morta (The Dead Zone), regia di David Cronenberg (1983) - guardarobiera
- Videodrome, regia di David Cronenberg (1983) - assistente ai costumi
- La mosca (The Fly), regia di David Cronenberg (1986)
- Inseparabili (Dead Ringers), regia di David Cronenberg (1988)
- The Long Road Home (1989)
- L'albero del male, regia di William Friedkin (1990) - accreditato come Alan Smeethee
- Il pasto nudo (Naked Lunch), regia di David Cronenberg (1991)
- M. Butterfly,regia di David Cronenberg (1993)
- Moonlight and Valentino (1995)
- Crash, regia di David Cronenberg (1996)
- Murder at 1600 - Delitto alla Casa Bianca (1997)
- Mad City - Assalto alla Notizia (1997) Alan Alda's wardrobe
- Il mio Campione (A Cool, Dry Place) (1998)
- eXistenZ, regia di David Cronenberg (1999)
- Il Terzo Miracolo (The Third Miracle) (1999)
- La mossa del diavolo (Bless the Child) (2000)
- Dracula's Legacy - Il fascino del male (Dracula 2000) (2000)
- Crime Shades (The Caveman's Valentine) (2002)
- Spider, regia di David Cronenberg (2002)
- Avenging Angelo (2002)
- Rhinoceros Eyes (2003)
- L'alba dei morti viventi, regia di Zack Snyder (2004)
- A History of Violence, regia di David Cronenberg (2005)
- La promessa dell'assassino (Eastern Promises), regia di David Cronenberg (2007)
- Dead Silence, regia di James Wan (2007)
- Shoot 'Em Up, regia di Michael Davis (2007)
- L'incredibile Hulk (The incredible Hulk), regia di Louis Leterrier (2008)
- Resident Evil: Afterlife, regia di Paul W. S. Anderson (2010)
- A Dangerous Method, regia di David Cronenberg (2011)
- Cosmopolis, regia di David Cronenberg (2012)
- Maps to the Stars, regia di David Cronenberg (2014)

#### Film Tv
- Perché mia Figlia (1992)
- Madness of Method (1994)
- Friends at Last (1995)
- Sugartime (1995)
- Ministrial (1996)
- Più in alto di tutti (Rebound: The Legend of Earl 'The Goat' Manigault) - (1996)
- Master Spy: The Robert Hanssen Story (2002)
- Martha Behind Bars (2005)
- The Tower (2008)

#### Cortometraggi
- The Wager, regia di Aaron Woodley (1998) - anche produttore esecutivo
- Camera, regia di David Cronenberg (2000)

#### Teatro
- The Fly, opera di Howard Shore (2008)